# ワイサケ・ナホロ
ワイサケ・ナホロ（Waisake Naholo、1991年5月8日 - ）は、メジャーリーグラグビー、ラグビー・ユナイテッド・ニューヨークに所属するラグビーユニオン選手。

## プロフィール
- フィジー・シンガトカ出身。
- ポジションはウィング(WTB)。
- 身長 186cm、体重 96kg
- U20ニュージーランド代表に選ばれたことがある[1]。
- ニュージーランド代表キャップは26（2020年4月現在）でワールドカップ2015のニュージーランド代表に選ばれた[2]。
- バーバリアンズに選ばれたことがある[3]。
- 7人制ニュージーランド代表に選ばれたことがある。

## 略歴
ワンガヌイ、タラナキ、ブルーズ、ハイランダーズを経て、2019年、ロンドン・アイリッシュに加入。
2021年、カンタベリーに加入。
2022年、ラグビー・ユナイテッド・ニューヨークに加入。  